# Férfi röplabdatorna a 2011. évi nyári európai ifjúsági olimpiai fesztiválon
A 2011. évi nyári európai ifjúsági olimpiai fesztiválon a férfi röplabda mérkőzéseket július 25. és július 29. között rendezték Trabzonban.

## Érmesek
| A 2011. évi nyári európai ifjúsági olimpiai fesztivál érmesei férfi röplabdában | A 2011. évi nyári európai ifjúsági olimpiai fesztivál érmesei férfi röplabdában | A 2011. évi nyári európai ifjúsági olimpiai fesztivál érmesei férfi röplabdában | A 2011. évi nyári európai ifjúsági olimpiai fesztivál érmesei férfi röplabdában |
| --- | --- | --- | ------------------------------------------------------------------------------- |
| Arany | Ezüst | Bronz |                                                                                 |
| Törökország · Faik Samed Günes · Burak Baturalp Güngör · Emre Senol · Gokhan Gokgoz · Murat Yenipazar · Ugur Günes · Koray Sahin · Nazim Berk Özbek · Alperay Demirciler · Kaan Hilmi Cicek · Ali Berke Sagir · Samet Gümüs | Oroszország · Vladimir Manerov · Ivan Demakov · Artem Anoshko · Konstantin Gavrilov · Vladimir Chivel · Pavel Subota · Cheslavs Sventitskis · Ilya Nikitin · Andrey Minin · Ivan Podrebinkin · Alexey Tertyshnikov · Stanislav Masliev | Franciaország · Quentin Jouffroy · Antoine Brizard · Trevor Clevenot · Thibault Rossard · Jhon Wendt · Soane Falafala · Thomas Le Vot · Quentin Richard · Goeffrey Pauly · Nicolas Massacrier · Kevin Kaba · Guillaume Di Betta |                                                                                 |

## Csoportkör

### A csoport
|               |      | Mérkőzések | Mérkőzések | Szettek | Szettek | Szettek | Pontok | Pontok | Pontok |
| Csapat        | Pont | Gy         | V          | Sz+     | Sz–     | SzA     | P+     | P–     | PA     |
| ------------- | ---- | ---------- | ---------- | ------- | ------- | ------- | ------ | ------ | ------ |
| Törökország   | 7    | 2          | 1          | 8       | 5       | 1,6     | 282    | 269    | 1,04   |
| Szerbia       | 6    | 2          | 1          | 7       | 4       | 1,75    | 253    | 225    | 1,12   |
| Spanyolország | 3    | 1          | 2          | 6       | 8       | 0,75    | 289    | 290    | 0,99   |
| Bulgária      | 2    | 1          | 2          | 4       | 8       | 0,5     | 235    | 275    | 0,85   |

| 2011. július 25. 11:00 | Szerbia                                  | 1–3 | Törökország | Trabzon, Arakli Sports Hall Játékvezető: Emmanouil Geogiadis (GRE) |
| 2011. július 25. 11:00 | (21–25, 25–18, 14–25, 22–25) Jegyzőkönyv |     |             | Trabzon, Arakli Sports Hall Játékvezető: Emmanouil Geogiadis (GRE) |

| 2013. július 25. 16:00 | Bulgária                                        | 3–2 | Spanyolország | Trabzon, Arakli Sports Hall Játékvezető: Koen Luts (BEL) |
| 2013. július 25. 16:00 | (25–20, 23–25, 13–25, 25–21, 15–13) Jegyzőkönyv |     |               | Trabzon, Arakli Sports Hall Játékvezető: Koen Luts (BEL) |

| 2011. július 26. 11:00 | Törökország                                    | 2–3 | Spanyolország | Trabzon, Arakli Sports Hall Játékvezető: Cristophe Lecourt (FRA) |
| 2011. július 26. 11:00 | (25–23, 25–19, 20–25, 19–25, 8–15) Jegyzőkönyv |     |               | Trabzon, Arakli Sports Hall Játékvezető: Cristophe Lecourt (FRA) |

| 2011. július 26. 17:00 | Szerbia                           | 3–0 | Bulgária | Trabzon, Arakli Sports Hall Játékvezető: Alexandar Ryabtsov (RUS) |
| 2011. július 26. 17:00 | (25–17, 25–19, 25–18) Jegyzőkönyv |     |          | Trabzon, Arakli Sports Hall Játékvezető: Alexandar Ryabtsov (RUS) |

| 2011. július 27. 11:00 | Törökország                              | 3–1 | Bulgária | Trabzon, Arakli Sports Hall Játékvezető: Koen Luts (BEL) |
| 2011. július 27. 11:00 | (25–18, 25–18, 21–25, 25–19) Jegyzőkönyv |     |          | Trabzon, Arakli Sports Hall Játékvezető: Koen Luts (BEL) |

| 2011. július 27. 16:00 | Spanyolország                            | 1–3 | Szerbia | Trabzon, Arakli Sports Hall Játékvezető: Alexandar Ryabtsov (RUS) |
| 2011. július 27. 16:00 | (20–25, 18–25, 25–21, 15–25) Jegyzőkönyv |     |         | Trabzon, Arakli Sports Hall Játékvezető: Alexandar Ryabtsov (RUS) |

### B csoport
|               |      | Mérkőzések | Mérkőzések | Szettek | Szettek | Szettek | Pontok | Pontok | Pontok |
| Csapat        | Pont | Gy         | V          | Sz+     | Sz–     | SzA     | P+     | P–     | PA     |
| ------------- | ---- | ---------- | ---------- | ------- | ------- | ------- | ------ | ------ | ------ |
| Franciaország | 7    | 2          | 1          | 8       | 3       | 2,66    | 263    | 241    | 1,09   |
| Oroszország   | 6    | 2          | 1          | 6       | 4       | 1,5     | 233    | 212    | 1,09   |
| Görögország   | 4    | 2          | 1          | 7       | 7       | 1       | 306    | 309    | 0,99   |
| Belgium       | 1    | 0          | 3          | 2       | 9       | 0,22    | 215    | 255    | 0,84   |

| 2011. július 25. 13:30 | Franciaország                     | 3–0 | Belgium | Trabzon, Arakli Sports Hall Játékvezető: Onur Hosnut (TUR) |
| 2011. július 25. 13:30 | (26–15, 25–22, 26–24) Jegyzőkönyv |     |         | Trabzon, Arakli Sports Hall Játékvezető: Onur Hosnut (TUR) |

| 2011. július 25. 19:00 | Oroszország                              | 3–1 | Görögország | Trabzon, Arakli Sports Hall Játékvezető: Aleksandar Petrovic (SRB) |
| 2011. július 25. 19:00 | (21–25, 25–18, 25–19, 25–22) Jegyzőkönyv |     |             | Trabzon, Arakli Sports Hall Játékvezető: Aleksandar Petrovic (SRB) |

| 2011. július 26. 14:00 | Belgium                                        | 2–3 | Görögország | Trabzon, Arakli Sports Hall Játékvezető: Serdar Nisancioglu (TUR) |
| 2011. július 26. 14:00 | (25–16, 25–23, 22–25, 20–25, 9–15) Jegyzőkönyv |     |             | Trabzon, Arakli Sports Hall Játékvezető: Serdar Nisancioglu (TUR) |

| 2011. július 26. 19:00 | Franciaország                     | 3–0 | Oroszország | Trabzon, Arakli Sports Hall Játékvezető: Juan Antonio Erce (ESP) |
| 2011. július 26. 19:00 | (25–20, 25–20, 25–22) Jegyzőkönyv |     |             | Trabzon, Arakli Sports Hall Játékvezető: Juan Antonio Erce (ESP) |

| 2011. július 27. 13:30 | Belgium                           | 0–3 | Oroszország | Trabzon, Arakli Sports Hall Játékvezető: Dobromir Dobrev (BUL) |
| 2011. július 27. 13:30 | (16–25, 18–25, 19–25) Jegyzőkönyv |     |             | Trabzon, Arakli Sports Hall Játékvezető: Dobromir Dobrev (BUL) |

| 2011. július 27. 18:30 | Görögország                                     | 3–2 | Franciaország | Trabzon, Arakli Sports Hall Játékvezető: Onur Hosnut (TUR) |
| 2011. július 27. 18:30 | (29–31, 25–22, 23–25, 25–20, 16–14) Jegyzőkönyv |     |               | Trabzon, Arakli Sports Hall Játékvezető: Onur Hosnut (TUR) |

## Az 5–8. helyért
| 2011. július 28. 11:00 | Spanyolország                            | 3–1 | Belgium | Trabzon, Arakli Sports Hall Játékvezető: Aleksandar Petrovic (SRB) |
| 2011. július 28. 11:00 | (25–19, 25–21, 21–25, 25–12) Jegyzőkönyv |     |         | Trabzon, Arakli Sports Hall Játékvezető: Aleksandar Petrovic (SRB) |

| 2011. július 28. 13:30 | Bulgária                                       | 3–2 | Görögország | Trabzon, Arakli Sports Hall Játékvezető: Serdar Nisancioglu (TUR) |
| 2011. július 28. 13:30 | (25–22, 25–22, 19–25, 17–25, 15–9) Jegyzőkönyv |     |             | Trabzon, Arakli Sports Hall Játékvezető: Serdar Nisancioglu (TUR) |

### A 7. helyért
| 2011. július 29. 9:00 | Belgium                           | 0–3 | Görögország | Trabzon, Arakli Sports Hall Játékvezető: Onur Hosnut (TUR) |
| 2011. július 29. 9:00 | (14–25, 20–25, 16–25) Jegyzőkönyv |     |             | Trabzon, Arakli Sports Hall Játékvezető: Onur Hosnut (TUR) |

### Az 5. helyért
| 2011. július 29. 11:30 | Spanyolország                            | 1–3 | Bulgária | Trabzon, Arakli Sports Hall Játékvezető: Cristophe Lecourt (FRA) |
| 2011. július 29. 11:30 | (23–25, 25–22, 22–25, 23–25) Jegyzőkönyv |     |          | Trabzon, Arakli Sports Hall Játékvezető: Cristophe Lecourt (FRA) |

## Elődöntők
| 2011. július 28. 16:00 | Oroszország                                     | 3–2 | Franciaország | Trabzon, Arakli Sports Hall Játékvezető: Juan Antonio Erce (ESP) |
| 2011. július 28. 16:00 | (21–25, 25–19, 25–23, 16–25, 15–11) Jegyzőkönyv |     |               | Trabzon, Arakli Sports Hall Játékvezető: Juan Antonio Erce (ESP) |

| 2011. július 28. 19:00 | Törökország                                    | 3–2 | Szerbia | Trabzon, Arakli Sports Hall Játékvezető: Dobromir Dobrev (BUL) |
| 2011. július 28. 19:00 | (15–25, 25–23, 15–25, 25–23, 15–9) Jegyzőkönyv |     |         | Trabzon, Arakli Sports Hall Játékvezető: Dobromir Dobrev (BUL) |

## Bronzmérkőzés
| 2011. július 29. 14:00 | Franciaország                            | 3–0 | Szerbia | Trabzon, Arakli Sports Hall Játékvezető: Koen Luts (BEL) |
| 2011. július 29. 14:00 | (25–16, 25–15, 22–25, 25–20) Jegyzőkönyv |     |         | Trabzon, Arakli Sports Hall Játékvezető: Koen Luts (BEL) |

## Döntő
| 2011. július 29. 16:00 | Oroszország                              | 1–3 | Törökország | Trabzon, Arakli Sports Hall Játékvezető: Emmanouil Geogiadis (GRE) |
| 2011. július 29. 16:00 | (25–20, 20–25, 21–25, 20–25) Jegyzőkönyv |     |             | Trabzon, Arakli Sports Hall Játékvezető: Emmanouil Geogiadis (GRE) |

## Végeredmény
| Arany | Törökország   | 12 | 4 | 1 | 472 | 460 | 1,02 | 14 | 8  | 1,75 |  |  |  |  |
| Ezüst | Oroszország   | 8  | 3 | 2 | 421 | 410 | 1,02 | 10 | 9  | 1,11 |  |  |  |  |
| Bronz | Franciaország | 11 | 3 | 2 | 463 | 419 | 1,10 | 13 | 6  | 2,16 |  |  |  |  |
| 4.    | Szerbia       | 7  | 2 | 3 | 434 | 417 | 1,04 | 9  | 10 | 0,9  |  |  |  |  |
|       |               |    |   |   |     |     |      |    |    |      |  |  |  |  |
| 5.    | Bulgária      | 7  | 3 | 2 | 433 | 471 | 0,91 | 10 | 11 | 0,9  |  |  |  |  |
| 6.    | Spanyolország | 6  | 2 | 3 | 478 | 464 | 1,03 | 10 | 12 | 0,83 |  |  |  |  |
| 7.    | Görögország   | 8  | 3 | 2 | 484 | 460 | 1,05 | 12 | 10 | 1.2  |  |  |  |  |
| 8.    | Belgium       | 1  | 0 | 5 | 342 | 426 | 0,80 | 3  | 15 | 0,2  |  |  |  |  |